# Calvertagrion minutissimum
Calvertagrion minutissimum – gatunek ważki z rodziny łątkowatych (Coenagrionidae). Występuje w Ameryce Południowej – w Amazonii. Stwierdzono go w Brazylii w okolicach Porto Velho (stan Rondônia) oraz w okolicach Santarém (stan Pará), prawdopodobnie jest jednak bardziej rozprzestrzeniony.